# Червоний Степок
Червоний Степо́к— село в Україні, в Житомирському районі Житомирської області. Населення становить 69 осіб.

## Історія
Село постраждало внаслідок геноциду українського народу, проведеного урядом СРСР у 1932—1933 рр..
16 листопада 1942 року очільник генерального округу "Житомир" Ернст Ляйзер видав наказ про створення адміністративного округу "Геґевальд" ("Заповідний ліс") — адміністративно-територіальної одиниці Генеральної округи Житомир Райхскомісаріату Україна, куди увійшло село. У складі округу село перебувало до приходу Червоної армії у лютому 1944 року.
12 червня 2020 року, відповідно до розпорядження Кабінету Міністрів України № 711-р «Про визначення адміністративних центрів та затвердження територій територіальних громад Житомирської області» увійшло до складу Станишівської сільської територіальної громади.
19 липня 2020 року, в результаті адміністративно-територіальної реформи та ліквідації Житомирського району (1939—2020), село увійшло до складу новоутвореного Житомирського району.

## Постаті
- Козак Іван Павлович (* 1943) — портретист, член Національної спілки художників України.